# 우시 (스위스)

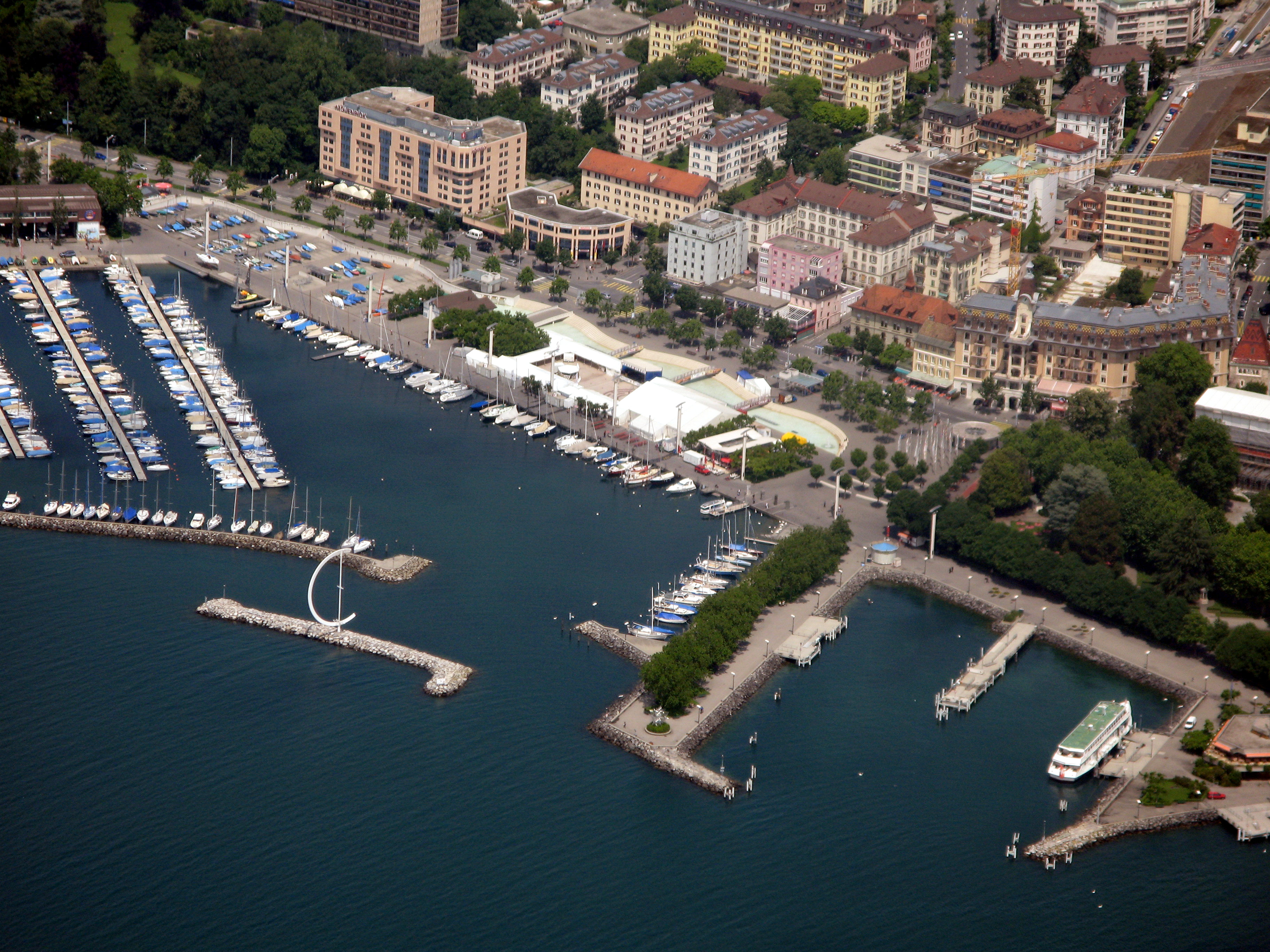
우시항(2007)

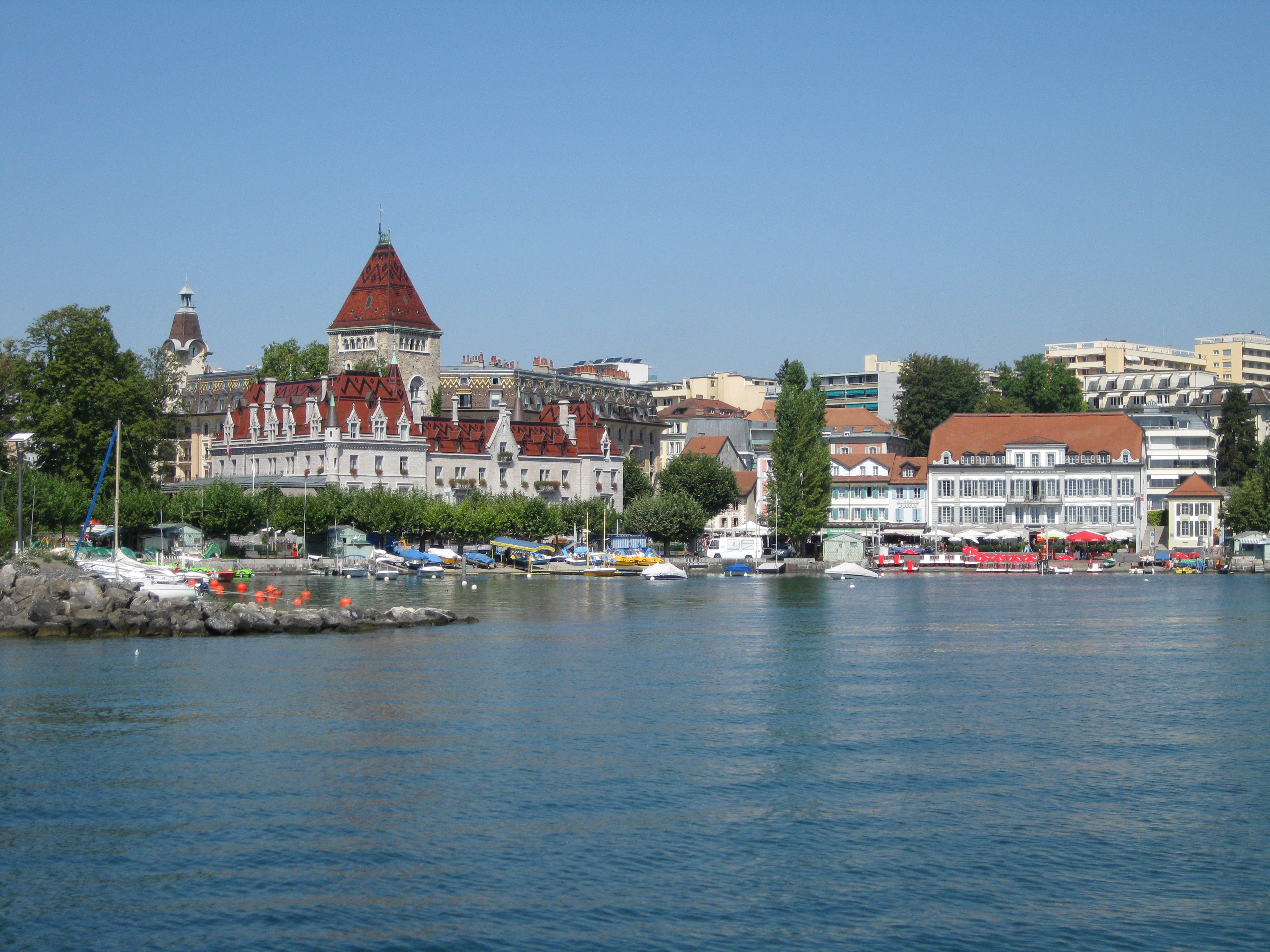
우시성 (2009)

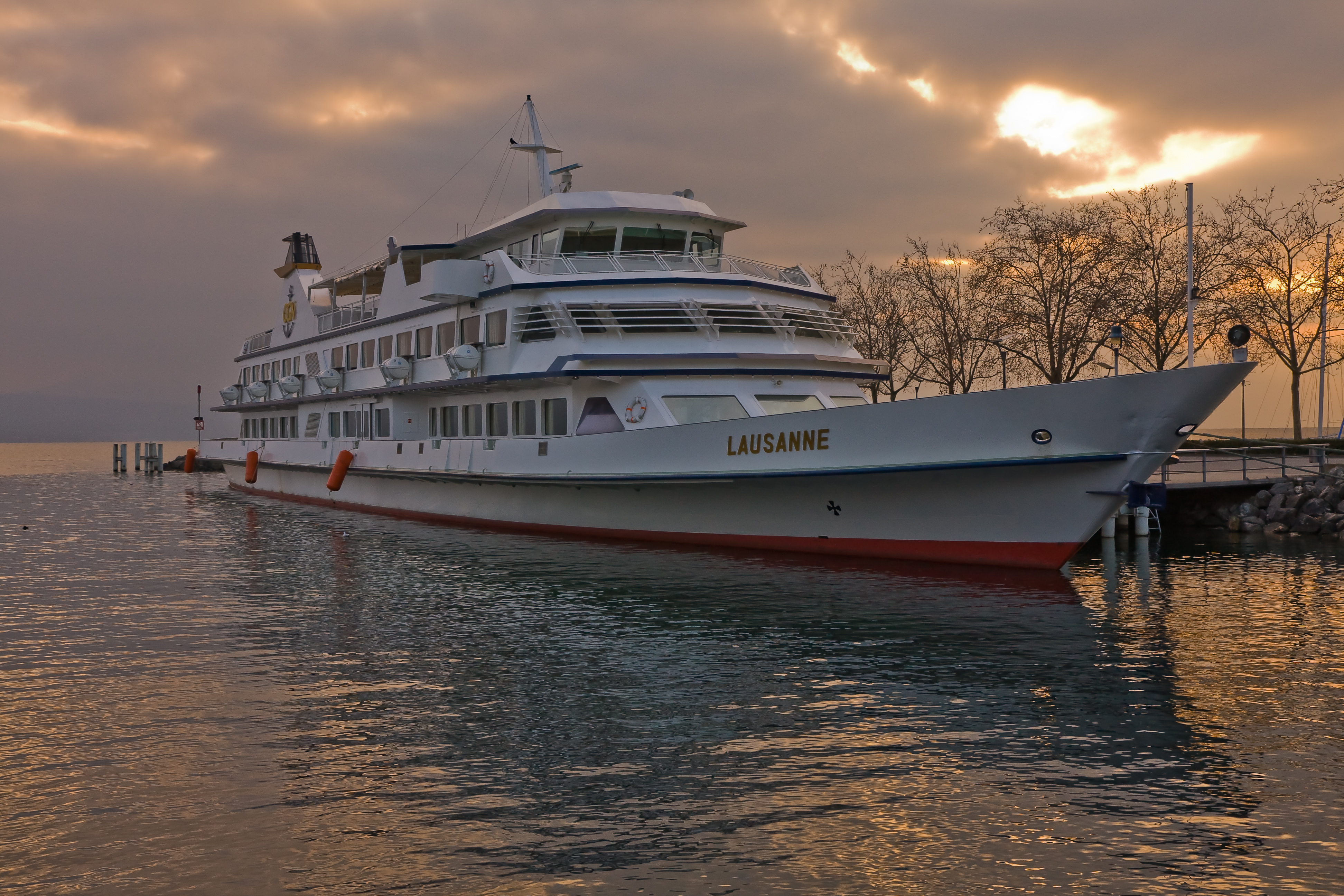
우시의 로잔 CGN 보트 (2007)

우시(프랑스어: Ouchy)는 스위스 로잔 중심 남쪽에 있는 항구이자, 인기있는 호숫가 휴양지로, 제네바 호수 가장자리에 있다.

## 역사
한때 어촌이었던 우시는 19세기 중반에 로잔시에 편입되어 제네바 호수의 항구 역할을 했다.
1877년 스위스 최초의 푸니쿨라 케이블카가 개통되면서 항구와 도심 사이의 연결이 개선되었다. 이 노선은 1954년에 랙 철도로 전환되었으며, 유지 보수 창고가 우시역에 있다. 결국 메트로 로잔-우시로 이름이 바뀌었고, 이 노선은 2006년까지 계속 운영되다가 로잔 지하철 2호선으로 업그레이드되었다.
1912년 10월 18일, 이탈리아와 오스만 제국 사이의 우시에서 제1차 로잔 조약이 체결되어 이탈리아-튀르크 전쟁이 종결되었다.

## 시설
인근 프랑스(에비앙레뱅, 토농)의 전망으로 관광객들에게 매우 인기가 있는 우시는 롤러스케이트(로잔, 특히 우시는 이 스포츠의 수도로 간주됨)와 스케이트보드를 즐기기에 가장 좋아하는 지역이기도 하다. 호수와 알프스의 놀라운 전망, 여름의 시원한 공기 덕분에 우시는 특히 여름에 인기 있는 장소가 되었다.
보 리바쥬 궁전, 샤또 도우시, 뫼벤픽 호텔 등의 주요 호텔과 항구 주변에 레스토랑이 있다. 우시 역에서 로잔 지하철 2호선이 운행된다. 2015년에 "우시" 지하철역은 로잔에 국제 올림픽 위원회(IOC)가 설치된 100주년을 기념하기 위해 "우시-올림픽"으로 개명되었다.
국제 올림픽 위원회의 본부는 우시 서쪽의 비디에 있다. 올림픽 박물관과 올림픽 공원(박물관과 호수 사이의 조각 정원)은 우시에 있다.

## 교통
메트로 로잔은 지역과 로잔의 나머지 지역을 연결한다. 메트로 로잔-우시가 승객을 수송 하는 데 사용된다. 로잔 지역 운수의 2번 버스도 이 지역을 가로지른다. 호숫가 덕분에 이 지역은 제네바 호수의 레만호 종합 항운과도 연결된다.

## 스포츠
FC Stade 로잔-우시는 우시에 기반을 두고 있다. 그들은 2019년 스위스 프로 축구의 2부 리그로 승격했다.

## 대중문화
스코틀랜드 작가 뮤리엘 스파크의 2004년 소설 《예비신부학교》(The Finishing School)의 줄거리는 우시에 위치한 예비신부학교인 'College Sunrise'를 배경으로 한다. 어니스트 헤밍웨이의 《무기여 잘 있거라》(A Farewell to Arms)에서 두 주인공인 프레데릭 헨리 중위와 캐서린 바클리는 톱니바퀴 기차를 타고 제네바 호수를 따라 우시로 향한다.